# Carlos Silva (baseball)

Carlos Silva, né le 23 avril 1979 à Ciudad Bolívar au Venezuela, est un joueur vénézuélien de baseball évoluant au poste de lanceur en Ligue majeure de baseball de 2002 à 2010. Il est présentement agent libre.

## Carrière
Carlos Silva est recruté comme agent libre amateur le 22 mars 1996 par les Phillies de Philadelphie. Après cinq saisons en Ligues mineures, il fait ses débuts en Ligue majeure le 1er avril 2002. 
Silva est transféré chez les Twins du Minnesota le 3 décembre 2003 à l'occasion d'un échange impliquant plusieurs joueurs.
Devenu agent libre après la saison 2007, il rejoint les Mariners de Seattle le 20 décembre 2007. 
Sélectionné en équipe du Venezuela, il prend part aux deux premières éditions de la Classique mondiale de baseball, en 2006 et 2009. En 2006, il participe à deux rencontres comme lanceur de relève avec 5.2 manches lancées. En 2009, il joue trois matches comme lanceur partant, pour une victoire et une défaite (en demi-finale contre la Corée du Sud).
Silva est échangé le 18 décembre 2009 aux Cubs de Chicago contre Milton Bradley.
Il est libéré de son contrat chez les Cubs de Chicago le 27 mars 2011 et signe quelques jours plus tard avec les Yankees de New York. Il est libéré de son contrat durant l'été sans avoir joué avec les Yankees et il n'apparaît dans aucun match des majeures en 2011.
Le 3 janvier 2012, Silva signe un contrat des ligues mineures avec les Red Sox de Boston. Il est libéré le 17 mars pendant l'entraînement de printemps.

## Statistiques
| Saison | Équipe       | G   | GS  | CG | SHO | V  | D  | SV | IP     | SO  | ERA  |
| ------ | ------------ | --- | --- | -- | --- | -- | -- | -- | ------ | --- | ---- |
| 2002   | Philadelphie | 68  | 0   | 0  | 0   | 5  | 0  | 1  | 84.0   | 41  | 3,21 |
| 2003   | Philadelphie | 62  | 1   | 0  | 0   | 3  | 1  | 1  | 87.1   | 48  | 4,43 |
| 2004   | Minnesota    | 33  | 33  | 1  | 1   | 14 | 8  | 0  | 203.0  | 76  | 4,21 |
| 2005   | Minnesota    | 27  | 27  | 2  | 0   | 9  | 8  | 0  | 188.1  | 71  | 3,44 |
| 2006   | Minnesota    | 36  | 31  | 0  | 0   | 11 | 15 | 0  | 180.1  | 70  | 5,94 |
| 2007   | Minnesota    | 33  | 33  | 2  | 1   | 13 | 14 | 0  | 202.0  | 89  | 4,19 |
| 2008   | Seattle      | 28  | 28  | 1  | 0   | 4  | 15 | 0  | 153.1  | 69  | 6,46 |
| 2009   | Seattle      | 8   | 6   | 0  | 0   | 1  | 3  | 0  | 30.1   | 10  | 8,60 |
| 2010   | Chicago Cubs | 21  | 21  | 0  | 0   | 10 | 6  | 0  | 113.0  | 80  | 4,22 |
| Totaux |              | 316 | 180 | 6  | 2   | 70 | 70 | 2  | 1241.2 | 554 | 4,68 |

| Saison | Équipe    | G | GS | CG | SHO | V | D | SV | IP  | SO | ERA   |
| ------ | --------- | - | -- | -- | --- | - | - | -- | --- | -- | ----- |
| 2004   | Minnesota | 1 | 1  | 0  | 0   | 0 | 1 | 0  | 5.0 | 1  | 10,80 |
| Totaux | Totaux    | 1 | 1  | 0  | 0   | 0 | 1 | 0  | 5.0 | 1  | 10,80 |

Note : G = Matches joués ; GS = Matches comme lanceur partant ; CG = Matches complets ; SHO = Blanchissages ; 
V = Victoires ; D = Défaites ; SV = Sauvetages ; IP = Manches lancées ; SO = Retraits sur des prises ; ERA = Moyenne de points mérités.